# Katholischer Hub für Innovation und Medien
Der Katholische Hub für Innovation und Medien e. V. ist ein gemeinnütziger Verein mit Sitz in Bonn. Er versteht sich als Förderer innovativer Ideen für das katholische Engagement. Bis 2020 war er als Katholischer Pressebund e. V. zur Förderung der katholischen Publizistik aktiv.

## Geschichte und Vereinsziele
Der Katholische Pressebund wurde am 16. März 1964 von dem Kölner Prälaten Antonius Funke und von einer Gruppe katholischer Persönlichkeiten, Journalisten und Publizisten gegründet, zu der auch der spätere Erzbischof und Kölner Kardinal Joseph Höffner zählte. 
Ziel des Verbandes ist, der Kirche in den Medien ein stärkeres Gewicht zu geben. Außerdem sollten junge Menschen für den Journalistenberuf gewonnen und gefördert werden. 
Am 26. Oktober 2020 erfolgte eine Umbenennung in Katholischer Hub für Innovation und Medien e. V. Der neue Vereinsname soll heutige Herausforderungen widerspiegeln.

## Organisation
Der Vorstand des Katholischen Pressebundes besteht aus drei geschäftsführenden Mitgliedern. Hinzu kommen weitere Beisitzer. Der Vorstand arbeitet ehrenamtlich, alle Ämter werden für zwei Jahre gewählt.

## Projekte

### App „Stundenbuch“
Der Verein initiierte und entwickelte zusammen mit Katholisch.de eine App namens Das Stundenbuch das auf Grundlage der vom Deutschen Liturgischen Institut freigegebenen Daten eine digitale Hilfestellung für Android- und iOS-Systeme für das Stundengebet im Rahmen des Kirchenjahres.

### Katholischer Jugendmedienpreis
Der Verein ist Kooperationspartner beim jährlichen Katholischen Jugendmedienpreis, einem Foto- und Filmwettbewerb für Kinder und Jugendliche, der vom  Bischöflichen Jugendamt der Diözese Rottenburg-Stuttgart in Kooperation mit dem Filmbüro Baden-Württemberg e.V. und der Stadtbibliothek Stuttgart ausgerichtet wird.

### Antonius-Funke-Preis
Seit 2005 vergibt der Katholische Pressebund den „Antonius-Funke-Preis“, einen Journalistenpreis für Volontäre an Printmedien. Der Preis ist mit insgesamt 1200 Euro dotiert. Der Jury gehörten bisher an: Ibrahim Evsan, Carolin Hengholt,  Jürgen Pelzer, Matthias Sellmann (Ruhr-Universität Bochum) und Bernd Trocholepczy (Johann Wolfgang Goethe-Universität Frankfurt am Main), Viviane Wilde. Seit 2012 richtet sich die Ausschreibung nicht mehr an ein journalistisches Fachpublikum, sondern als medialer Innovationspreis. Er wurde letztmals 2013 vergeben.
- 2005: Lara Fritzsche, Kölner Stadt-Anzeiger, Köln (1. Preis) – Lena Fleischer, Zeitschrift „stadtgottes“, Nettetal (2. Preis).
- 2006: Carolin Meyer, Bistumszeitung „Paulinus“, Trier (1. Preis) – Lisa Zimmermann, Berliner Journalistenschule (2. Preis).
- 2007: Claudia Dorner, LiMa (Liboriusblatt), Hamm (1. Preis) – Nicolas Wolz, Frankfurter Allgemeine Zeitung (2. Preis) – Philipp Eppelsheim, Frankfurter Allgemeine Zeitung (3. Preis).
- 2008: Anne Klesse, Berliner Morgenpost, Berlin (1. Preis) – Jan Grossarth, Frankfurter Allgemeine Zeitung, Frankfurt (2. Preis) – Anne Diekhoff, Neue Osnabrücker Zeitung, Osnabrück (3. Preis).
- 2012: Projekt „Ruhrfisch – mobile und mediale Jugendpastoral im Bistum Essen“ (1. Preis), Firmblog „Sei besiegelt“ der Gemeinde St. Walburga in Ramsdorf (2. Preis), „Hallo Rom“, Bistum Erfurt (3. Preis).
- 2013: Girls Find Out (1. Preis)[9]